# イシガレイ
イシガレイ（石鰈、学名 Kareius bicoloratus、英名 Stone flounder）は、カレイ目カレイ科に分類される体長約50 cm ほどの魚で、太平洋北西部、日本、千島列島、樺太、朝鮮半島、中国、台湾、沿岸の海域、河川や湖沼などの汽水、淡水域まで侵入する。目のある側の背ビレ、尻ビレの根元に沿うように、骨片の突起が並ぶ。分類は、ヌマガレイ属 (Platichthys) に含めることがある。